# قيثارية
القِيثَارِيَّة (الاسم العلمي: Citharexylum Mill. ex L.) هي جنس نباتي يتبع الفصيلة اللويزية من رتبة الشفويات وطائفة ثنائيات الفلقة.

## أصل التسمية
تتأصل كلمة القيثارية من القِيثَار أو القِيثَارَة، وهي ترجمة المصطلح اليوناني Citharexylum، من κιθάρα (كِيثَارَا) أي «قيثار» ومن ξύλον (كْسِيلُونْ) أي "خشب"، ذلك أن خشبها مستعمل في صنع الآلات الوترية.